# Hans Lindman
Pour les articles homonymes, voir Lindman.
Nils Hans Lindman dit Hans Lindman (6 septembre 1884 à Uppsala – 24 janvier 1957 à Uppsala) est un joueur de football international suédois, évoluant au poste de milieu de terrain. 

## Biographie
Il reçoit sept sélections en équipe de Suède pour un but inscrit entre 1908 et 1911.
Il joue son premier match en équipe nationale le 12 juillet 1908 contre la Norvège, match au cours duquel il inscrit un but. Il reçoit sa dernière sélection le 22 octobre 1911 contre la Finlande.
Il participe aux Jeux olympiques d'été de 1908, terminant quatrième du tournoi. Lors du tournoi olympique organisé à Londres, il dispute les deux matchs de la sélection suédoise, contre la Grande-Bretagne et les Pays-Bas.